# Gonzalezodoria gonioides
Gonzalezodoria gonioides är en tvåvingeart som beskrevs av Cortes 1967. Gonzalezodoria gonioides ingår i släktet Gonzalezodoria och familjen parasitflugor. Inga underarter finns listade i Catalogue of Life.